# Eito
Eito (Crioulo cabo-verdiano, ALUPEC: Eitu, Crioulo de São Vicente: Eit) é uma aldeia do município do Paul na vertente norte da ilha de Santo Antão, em Cabo Verde. Fica situada no vale da ribeira do Paul. O aldeia forme o parto de Parque Natural de Cova-Ribeira da Torre-Paul.
Eito: Popularmente usado para referir-se a uma grande quantidade de terra agricola sem uma dimesão estabelecida, apenas grande ou extenso.
Percorri um eito... Ele possui um eito de terra...
O clube de futebol da aldeia esse Os Foguetões.

## Ver tambêm
- Lista de aldeias de Cabo Verde